# Chondrohierax
Chondrohierax Lesson, 1843 è un genere della famiglia degli Accipitridi comprendente due sole specie, entrambe diffuse nel Nuovo Mondo.

## Tassonomia
Il genere comprende due specie:
- Chondrohierax uncinatus (Temminck, 1822) - nibbio beccouncinato;
- Chondrohierax wilsonii (Cassin, 1847) - nibbio beccouncinato di Cuba.

## Distribuzione e habitat
Mentre il nibbio beccouncinato è largamente diffuso nelle regioni più calde delle Americhe, il rarissimo nibbio beccouncinato di Cuba è endemico dell'isola omonima.